# Bennie Maupin
Bennie Maupin (29. august 1940 i Detroit USA) er en amerikansk jazzsaxofonist, fløjtenist og basklarinetist.
Maupin er mest kendt fra Herbie Hancocks gruppe Headhunters. Han har også spillet med Roy Haynes,Horace Silver og Mike Nocks gruppe Almanac. Han spiller i moderne stil og spiller både jazz, funk og fusion. 

## Eksterne kilder og henvisninger
- Biografi på Allmusic.com
- Website